# 什利卡列韋
47°48′35″N 30°4′46″E / 47.80972°N 30.07944°E
什利卡雷韋（烏克蘭語：Шликареве）是位於烏克蘭西南部的村莊，由敖德萨州波季利斯克区的澤萊諾希爾斯凱市鎮負責管轄。該村始建於1796年，面積1.03平方公里，海拔高度186米，2001年人口155，人口密度每平方公里150.19人。